# Ярд, Энтони
Энтони Дуэйн Дункан Ярд (англ. Anthony Dwayne Duncan Yarde; род. 13 августа 1991, Лондон, Великобритания) — британский боксёр-профессионал выступающий в полутяжёлой весовой категории. Среди профессионалов действующий чемпион  WBA Intercontinental (2025—н.в). Среди профессионалов бывший двукратный претендент на титул чемпиона мира по версии WBO (2019), WBC, IBF, WBO (2023), Интерконтинентальный чемпион по версии WBO (2017—2019, 2021—2023), чемпион Европы (2017—2018) в полутяжёлом весе. 
Лучшая позиция по рейтингу BoxRec — 8-я (январь 2023) и является 4-м среди британских боксёров полутяжёлой весовой категории, а по рейтингам основных международных боксёрских организаций занимает: 4-ю строку рейтинга WBC, 3-ю строку рейтинга WBA, 4-ю строку рейтинга IBF, 2-строку рейтинга WBO — входя в ТОП-10 лучших полутяжеловесов всего мира.

## Биография
Энтони Ярд родился 13 августа 1991 года в Лондоне, в Англии.
В марте — апреле 2020 года от инфекции COVID-19 во время пандемии коронавируса в Великобритании скончались его отец и бабушка, что явилось сильным ударом для его семьи.

## Любительская карьера
Начал заниматься боксом в 18 лет. До этого серьёзно увлекался регби, баскетболом и лёгкой атлетикой. Пришёл на бокс случайно, однажды ждал друга с тренировки и решил попробовать. С самого начала тренера заметили в нем талант к боксу, он был очень атлетичный и быстро набирался в навыках и в опыте. почти за 5 лет занятий боксом он успел провести 22 боя по любителям, в которых 22 раза победил и 21 раз нокаутировал своих оппонентов. После победных соревнований в Йорке (Великобритания), на которых он стал лучшим боксёром турнира, нокаутировав 3 оппонентов менее чем за 30 секунд, им заинтересовался промоутер Фрэнк Уоррен, который затем подписал с ним контракт на 6 боёв в профессионалах.

## Профессиональная карьера
Энтони Ярд дебютировал на профессиональном ринге 9 мая 2015 года нокаутировав Митча Митчелла. 20 мая 2017 года, в своём 11-м профессиональном поединке победил техническим нокаутом в 4-м раунде Криса Хоббса и завоевал титул BBBofC Southern Area. В следующем своём поединке, 8 июля 2017 года победив венгра Ричарда Бараньи, стал чемпионом Европы по версии WBO. 16 сентября того же года победил ещё одного венгерского боксёра Норберта Немесапати и добавил к титулу чемпиона Европы по версии WBO титул интерконтинентального чемпиона по той же версии. Затем провёл успешные три защиты титула чемпиона Европы и пять защит интерконтинентального титула.

### Бой за титул чемпиона мира с Сергеем Ковалёвым
24 августа 2019 года, потерпел первое поражение в профессиональной карьере, проиграв техническим нокаутом в 11-м раунде россиянину Сергею Ковалёву, бой был за принадлежащий Ковалёву титул чемпиона мира по версии WBO.

### Бой за титулы чемпиона мира с Артуром Бетербиевым
Ярд вышел на этот бой в статусе обязательного претендента по лини WBO и сумел создать объединенному чемпиону WBC/IBF/WBO проблемы. Чемпион как всегда навязал мощный прессинг, однако Ярд был хорош в движении и работал на контраатаках взяв 2,5,6-й раунды. Британец осмелел и тактика работы контраатками принесла свои плоды. Однако в 7-м раунде Энтони пропустил правый через руку оказался сильно потрясен и побывал в нокдауне. Он смог подняться, но угол выкинул полотенце. ТКО 8. Судейские записки показывали преимущество Ярда у двух судей: 66—67, 68—65, а Compubox показал небольшое преимущество Бетербиева по ударам по общим (136-111), джебам (52-36) и силовым (84-75).

#### Бой с Хорхе Силвой
24 сентября 2023 года в со главном событии вечера провел восстановительный бой с португальцем Хорхе Сильвой который вышел на коротком уведомлении. В первом раунде Ярд прессинговал, соперник уклонялся от открытого боя и велосипедил. Во втором раунде Ярд усилил прессинг, зажимал у канатов и Сильва начал пропускать, упал он от точного оверхэнда и рефери остановил бой.

#### Бой с Марко Николичем
В начале февраля 2024 года встретился с сербом Марко Николичем (32-4, 12 КО). Стартовый раунд сразу показал разницу в уровне с оппонентом. Ярд был лучше во всем и логично потряс оппонента уже в первом раунде. Во второй трехминутке серб два раза оказывался на полу, сначала от оверхэнда, затем от удара по корпусу. Серб смог продолжить и даже вышел на третий раунд, где вновь пропустил по корпусу взяв колено. Рефери остановил схватку. Бой был последним по контракту с Френком Уорреном (Queensberry Promotions).

#### Бой с Ральфом Вилкансом
19 октября 2024 года в вечере Бенджамина Шалома в Лондоне (Великобритания) наконец вернулся в ринг после паузы, вызванной судебными тяжбами с бывшим промоутером Фрэнком Уорреном (Queensberry Promotions). Противостоял ему ничем не примечательный латвиец Ральф Вилканс. В первом раунде Ярду удалось послать в нокдаун андердога правым прямым. Латвиец встал и даже попытался идти вперед и действовать первым номер. Последующие раунды Вилканс перерабатывал Ярда на всех дистанциях пусть и уступая в силе удара. В концовке Энтони всё же смог собраться и склонить бой в свою сторону: 98-92. Сам Ярд причиной невыразительного выступления назвал смену соперника в последний момент и заряженность на нокаут. Так же выразил готовность ко встречи с топ оппонентами в своим весе.

#### Третий бой с Линдоном Артуром
26 апреля 2025 года на Tottenham Hotspur Stadium в Лондоне (Англия) в андеркарде боя Юбэнк-младший - Бенн в третий раз встретился с рейтинговым соотечественником Линдоном Артуром. Бой выдался скучным и скудным на события. На протяжении всего боя Ярд выглядел лучше он был активным и работал первым номером, но не смог завершить бой досрочно. Артур был пассивен, часто застаивался у канатов и работал в контратакующем стиле. На кону боя стоял второстепенный титул WBA Intercontinental. Счет судей единогласно пользу Ярда: 115-113, 116-112 - дважды.

## Статистика профессиональных боёв
В таблице перечислены результаты всех поединков боксёров.
В каждой строке указан результат поединка. Дополнительно номер поединка обозначен цветом, который обозначает итог поединка. Расшифровка обозначений и цветов представлена в нижеследующей таблице.
| Пример | Расшифровка                     |
| ------ | ------------------------------- |
|        | Победа                          |
|        | Ничья                           |
|        | Поражение                       |
|        | Планируемый поединок            |
|        | Поединок признан несостоявшимся |
| КО     | Нокаут                          |
| ТКО    | Технический нокаут              |
| PTS    | Решение судей (по очкам)        |
| UD     | Единогласное решение судей      |
| MD     | Решение большинства судей       |
| SD     | Раздельное решение судей        |
| RTD    | Отказ от продолжения боя        |
| DQ     | Дисквалификация                 |
| NC     | Поединок признан несостоявшимся |

| 30 поединков, 27 побед (24 нокаутом), 3 поражения. | 30 поединков, 27 побед (24 нокаутом), 3 поражения. | 30 поединков, 27 побед (24 нокаутом), 3 поражения. | 30 поединков, 27 побед (24 нокаутом), 3 поражения. | 30 поединков, 27 побед (24 нокаутом), 3 поражения.             | 30 поединков, 27 побед (24 нокаутом), 3 поражения. | 30 поединков, 27 побед (24 нокаутом), 3 поражения. |
| Бой                                                | Рекорд                                             | Дата боя                                           | Соперник                                           | Место проведения боя                                           | Результат                                          | Примечание |
| -------------------------------------------------- | -------------------------------------------------- | -------------------------------------------------- | -------------------------------------------------- | -------------------------------------------------------------- | -------------------------------------------------- | --- |
| 31                                                 |                                                    | 22 ноября 2025                                     | Дэвид Бенавидес (30-0)                             | ANB Arena, Эр-Рияд, Саудовская Аравия                          | (12)                                               | Бой за титул чемпиона мира по версии WBC (1-я защита Бенавидеса) и титул регулярного чемпиона по версии WBA (1-я защита Бенавидеса) в полутяжелом весе.                           |
| 30                                                 | 27-3                                               | 26 апреля 2025                                     | Линдон Артур (3) (19-0)                            | Copper Box Arena, Лондон, Великобритания                       | PTS 10                                             | Счёт судей: 116-112 (дважды), 115-113. |
| 29                                                 | 26-3                                               | 19 октября 2024                                    | Ральф Вилканс (17-1)                               | Copper Box Arena, Лондон, Великобритания                       | PTS 10                                             | Счёт судьи: 98-92. |
| 28                                                 | 25-3                                               | 10 февраля 2024                                    | Марко Николич (32-3)                               | Copper Box Arena, Лондон, Великобритания                       | TKO 3 (10), 1:15                                   | Николич в нокдакне дважды во 2-м раунде и один раз в 3-м. |
| 27                                                 | 24-3                                               | 23 сентября 2023                                   | Хорхе Сильва (22-8)                                | Уэмбли Арена, Уэмбли, Лондон, Великобритания                   | KO 2 (10), 2:07                                    | |
| 26                                                 | 23-3                                               | 28 января 2023                                     | Артур Бетербиев (18-0)                             | Уэмбли Арена, Уэмбли, Лондон, Великобритания                   | TKO 8 (12), 2:01                                   | Бой за титул чемпиона мира по версиям WBC (4-я защита Бетербиева), IBF (7-я защита Бетербиева) и WBO (1-я защита Бетербиева) в полутяжёлом весе.                                  |
| 25                                                 | 23-2                                               | 19 ноября 2022                                     | Стефани Койков (14-1)                              | Telford International Centre, Телфорд, Шропшир, Великобритания | KO 3 (10), 2:31                                    | |
| 24                                                 | 22-2                                               | 4 декабря 2021                                     | Линдон Артур (2) (19-0)                            | Коппер-Бокс, Лондон, Великобритания                            | KO 4 (12), 1:27                                    | Взял реванш. Завоевал титулы чемпиона по версии WBO Inter-Continental и титул чемпиона Британского Содружества (2-я защита Артура) в полутяжёлом весе.                            |
| 23                                                 | 21-2                                               | 12 сентября 2021                                   | Алекс Теран (23-5)                                 | Utilita Arena, Бирмингем, Великобритания                       | KO 1 (10), 2:32                                    | |
| 22                                                 | 20-2                                               | 5 декабря 2020                                     | Линдон Артур (17-0)                                | Church House, Вестминстер, Лондон, Великобритания              | SD 12                                              | Счёт: 114-115, 117-111, 114-115. Бой за вакантный титул чемпиона по версии WBO Inter-Continental и титул чемпиона Британского Содружества (2-я защита Артура) в полутяжёлом весе. |
| 21                                                 | 20-1                                               | 12 сентября 2020                                   | Дек Спельман (16-4)                                | Йорк-холл, Лондон, Великобритания                              | TKO 6 (10), 2:42                                   | |
| 20                                                 | 19-1                                               | 8 февраля 2020                                     | Диего Джейр Рамирес (4-48-3)                       | Дискотека Мемфис, Ривас-Васьямадрид, Испания                   | TKO 2 (6), 2:55                                    | |
| 19                                                 | 18-1                                               | 24 августа 2019                                    | Сергей Ковалёв (33-3-1)                            | ДС Трактор, Челябинск, Россия                                  | TKO 11 (12), 2:04                                  | Бой за титул чемпиона мира по версии WBO (1-я защита Ковалёва) в полутяжёлом весе.                                                                                                |
| 18                                                 | 18-0                                               | 8 марта 2019                                       | Трэвис Ривз (17-3-2)                               | Альберт-холл, Кенсингтон, Лондон, Великобритания               | TKO 5 (10), 0:48                                   | Защитил титул чемпиона по версии WBO Inter-Continental (5-я защита Ярда) в полутяжёлом весе.                                                                                      |